# NGC 1395
NGC 1395 (również PGC 13419) – galaktyka eliptyczna (E2), znajdująca się w gwiazdozbiorze Erydanu. Została odkryta 17 listopada 1784 roku przez Williama Herschela. Galaktyka ta należy do gromady w Erydanie.